# Cà ri vàng

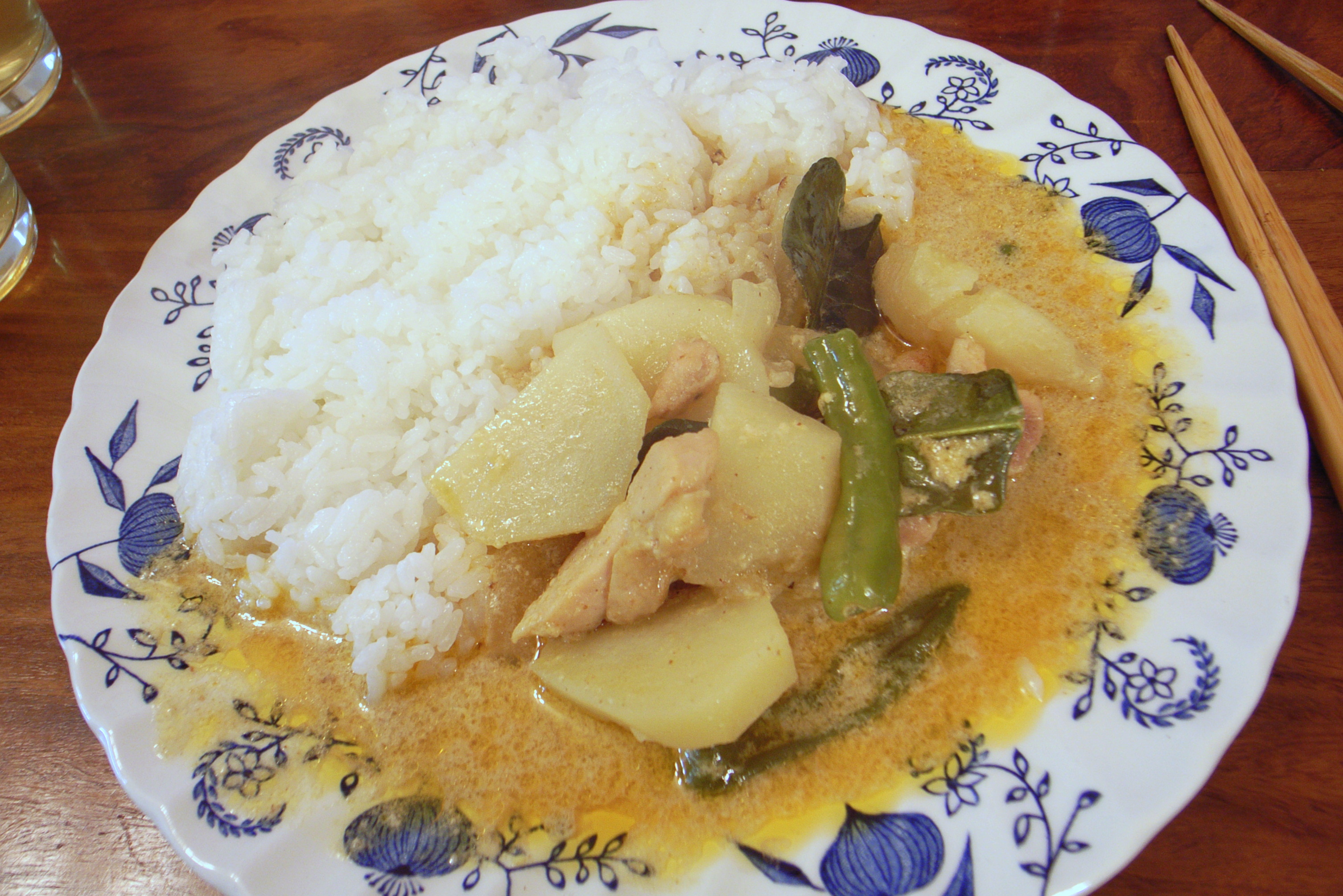
Cà ri vàng

Cà ri vàng (แกงกะหรี่- kaeng kari) là một loại cà ri của ẩm thực Thái Lan. Cần lưu ý phân biệt với một loại cà ri cũng màu vàng của Ấn Độ, nhưng có vị khác.
Bên ngoài nước Thái, cà ri vàng được gọi bằng tên kaeng kari. Loại cà ri này sệt hơn cà ri Thái thông thường, vì có nước dảo dừa, và có thêm nước cốt dừa. Loại cà ri này thường có độ cay thấp nên rất phổ biến bên ngoài Thái Lan. Các gia vị chính của món này là thì là Ai Cập, ngò rí, nghệ, cỏ ca ri, tỏi, muối, lá nguyệt quế, sả, ớt cayenne (cùng họ với ớt chuông), gừng, nhục đậu khấu và quế. Thỉnh thoảng, đường thốt nốt hoặc các loại đường khác cũng được thêm vào một lượng tùy theo độ ngọt của nước cốt dừa.
Ngoài ra, còn có loại cà ri vàng 'kaeng lueang' có màu nhạt hơn (là màu của sốt đậu phộng) nhưng cay và hăng hơn.
Cà ri vàng nấu với vịt, gà, tôm, cá và rau. Món này được ăn với cơm hoặc bún sợi tròn khanom chin.